# Lažany u Sychrova
Lažany (deutsch Laschan) ist eine Gemeinde in Tschechien. Sie liegt vier Kilometer nordwestlich des Stadtzentrums von Turnov an der Stadtgrenze und gehört zum Okres Liberec.

## Geographie
Lažany befindet sich zwischen den Talmulden der Bäche Čtveřínský potok und Ohrazenický potok in der Turnovská pahorkatina (Turnauer Hügelland). Lažany liegt am südöstlichen Fuß des Hügels Doubí (316 m). Im Westen und Süden wird das Dorf von der Bahnstrecke Pardubice–Liberec umfahren, die nächste Bahnstation Doubí u Turnova liegt einen Kilometer nordwestlich des Dorfes. Südlich führt die Autobahn D 10 vorbei und im Osten die Fernverkehrsstraße I/35. Südöstlich von Lažany liegt der Abzweig Ohrazenice 71/44, an dem beide Schnellstraßen zusammentreffen.
Nachbarorte sind Husa, Paceřice und Kozice im Norden, Červený Dvůr und Malý Rohozec im Nordosten, Hrubý Rohozec im Osten, Ohrazenice, Daliměřice und Nudvojovice im Südosten, Přepeře im Süden, Čtveřín im Südwesten, Pěnčín und Kamenec im Westen sowie Doubí im Nordwesten.

## Geschichte
Die erste urkundliche Erwähnung des Dorfes erfolgte im Jahre 1397. Die Bewohner des Ortes lebten vom Gemüsebau und waren durch die Laschaner Gurken bekannt.
Nach der Aufhebung der Patrimonialherrschaften bildete Lažany ab 1850 einen Ortsteil der Gemeinde Ohrazenice im politischen Bezirk Turnov. Während des Deutschen Krieges kam es im Juni 1866 bei Lažany zu Gefechten zwischen Preußen und Österreichern. 1877 entstand die politische Gemeinde Lažan. Nach der Auflösung des Okres Turnov kam Lažany 1961 zum Okres Liberec und wurde zugleich nach Sychrov eingemeindet. Seit 1990 besteht die Gemeinde Lažany wieder. Der Ort besteht heute aus 70 Wohnhäusern.

## Gemeindegliederung
Für die Gemeinde Lažany sind keine Ortsteile ausgewiesen.

## Sehenswürdigkeiten
- Steinernes Kruzifix, 2000 rekonstruiert
- Denkmal für die Opfer des Ersten Weltkrieges